# Alberto Giacometti
Alberto Giacometti (født 10. oktober 1901, død 11. januar 1966) var en schweizisk billedkunstner, mest kendt for sine skulpturer. I Danmark er han mest kendt som ophavsmand til Kvinde på kærre (i folkemunde: Maren å æ woun) opstillet ved det gamle rådhus i Holstebro, der kom til at symbolisere denne bys kulturelle fremsynethed i 1960'erne.

## Karriere
Alberto Giacometti blev født i Borgonovo i Schweiz nær den italienske grænse. Han gik først på kunstskole i Genève, og i 1922 flyttede han til Paris for at studere hos Antoine Bourdelle, en af Auguste Rodins medarbejdere. Her eksperimenterede Giacometti med kubisme og surrealisme. 
Han blev en del af det blomstrende kulturliv i den franske hovedstad og kom i kontakt med kunstnere som Joan Miró, Max Ernst, Pablo Picasso og Balthus. I perioden inden 2. verdenskrig koncentrerede han om at modellere ansigter, især modellens blik, og i en senere fase lavede han hele mennesker, der var tynde og langstrakte. Han var optaget af at få skulpturerne så nøjagtigt som muligt i forhold til hans forestillinger, og det betød ofte, at han skar mere og mere af dem, så de blev tændstiktynde og bittesmå (til hans frustration). Efter at være blevet gift fik han igen skulpturerne gjort store, men stadig var de meget tynde. Han var i denne periode tæt på personer som Jean-Paul Sartre og Simone de Beauvoir. Det er især denne periode, der gjorde ham til en af eksistentialismens foregangsmænd.
I 1962 modtog han førsteprisen for skulpturer på Venedig Biennalen, hvilket gav ham verdensberømmelse. Hans arbejder blev vist på adskillige udstillinger over hele Europa, og han drog (trods skrantende helbred) til New York City for at kaste glans over en stor udstilling af sine værker på Museum of Modern Art. Flere af hans arbejder kan ses på Louisiana i Humlebæk.
Ud over skulpturerne har han også arbejdet med grafik. 

## Bemærkelsesværdige salg

### Den gående mand
I 2010 blev skulpturen L'Homme qui marche I (Den gående mand, 1961) solgt for 65 millioner pund og blev derved verdens dyreste skulptur. Bronzestatuen findes i flere eksemplarer som alle regnes for originaler; en af originalerne er en del af samlingen på Louisiana.

### Den pegende mand
I 2015 blev der sat ny rekord for salg af skulpturer, da Giacomettis L'Homme au doigt (Den pegende mand) blev solgt på auktion for et beløb, der svarer til 938 millioner kroner.

## Kvinde på kærre
Holstebro Kommune havde i midten af 1960'erne ansat Poul Vad som kunstnerisk rådgiver, og han anbefalede, at man så på Giacomettis værker. Borgmesteren og kommunaldirektøren drog derfor i 1965 til Paris og købte med støtte fra Ny Carlsbergfondet Kvinde på kærre for den dengang gigantiske sum af 210.000 kr. Indkøbet blev ikke offentliggjort i første omgang, da borgmesteren frygtede for reaktionerne i forbindelse med det kommende kommunalvalg. 
Mens skulpturen var gemt væk, døde Giacometti, og da pressen havde fået nys om købet, måtte man afsløre skulpturen. Den blev opstillet ved Holstebro Sognekirke og afsløret 10. marts 1966. Samtidens reaktioner var blandede: Den vestjyske skepsis fandt, at prisen var uhyrlig, mens kunstinteresserede var begejstrede. Efterhånden tog borgerne skulpturen til sig, hvad kælenavnet Maren å æ woun kan ses som udtryk for. Skulpturen er senere flyttet til pladsen foran det gamle rådhus i forbindelse med større ændringer af byrummet omkring den oprindelige placering. 
Efter et hærværk i 2006 er der blevet designet et underjordisk beskyttelsesrum, som skulpturen siden 2009 bliver sænket ned i om natten.